# Ernst Hausknost
Ernst Hausknost (* um 1950) ist ein österreichischer Schauspieler.
Hausknost absolvierte seine Schauspielausbildung am Mozarteum in Salzburg. In der Spielzeit 1968/69 war er am Stadttheater Trier engagiert. In der Spielzeit 1971/72 war er als Gast am Volkstheater Wien verpflichtet.
Er war in den 1970er und 1980er Jahren als Nebendarsteller in einigen Film- und Fernsehproduktionen zu sehen. Als seinen ersten Filmauftritt führt die Filmdatenbank IMDb den Sexfilm Komm nach Wien, ich zeig dir was!, eine „freche Sittengeschichte der Wiener Maderln in sieben Episoden“, aus dem Jahr 1970, bei dem Rolf Thiele Regie führte.
1975 hatte er einen Gastauftritt in der erfolgreichen ORF-Fernsehserie Ein echter Wiener geht nicht unter. Er spielte dort in der dritten Folge der Serie mit dem Episodentitel Die Wohnung einen Wohnungsverkäufer bzw. Wohnungsvermieter. In dem Kinofilm Echte Wiener – Die Sackbauer-Saga (2008), eine Art Fortsetzung der Serie, deren Handlung 30 Jahre nach dem Ende der Fernsehserie einsetzt, gehörte Hausknost ebenfalls noch einmal zur Besetzung.
In der US-amerikanischen Miniserie Holocaust – Die Geschichte der Familie Weiß spielte er 1978 eine kleine Rolle als Offizier im KZ Auschwitz. Hausknost spielte beim Österreichischen Rundfunk außerdem Nebenrollen in insgesamt drei Wiener Folgen der Krimireihe Tatort.
1972 wirkte er in einer ORF-Rundfunkproduktion in dem Hörspiel 1431 von Wolfgang Bauer mit. In den letzten Jahren trat er v. a. mit Lesungen in Wien auf.

## Filmografie
- 1970: Komm nach Wien, ich zeig dir was! (Kinofilm)
- 1975: Ein echter Wiener geht nicht unter (Fernsehserie)
- 1977: Tatort – Der vergessene Mord (Fernsehreihe)
- 1978: Holocaust – Die Geschichte der Familie Weiss (Fernsehfilm)
- 1987: Tatort – Superzwölfer (Fernsehreihe)
- 1988: Tatort – Feuerwerk für eine Leiche (Fernsehreihe)
- 2006: Tom Turbo – Die gefährliche Geschichte von Graf Geierkrall (Fernsehserie)
- 2008: Echte Wiener – Die Sackbauer-Saga (Kinofilm)